# Felipe Martín Ovejero

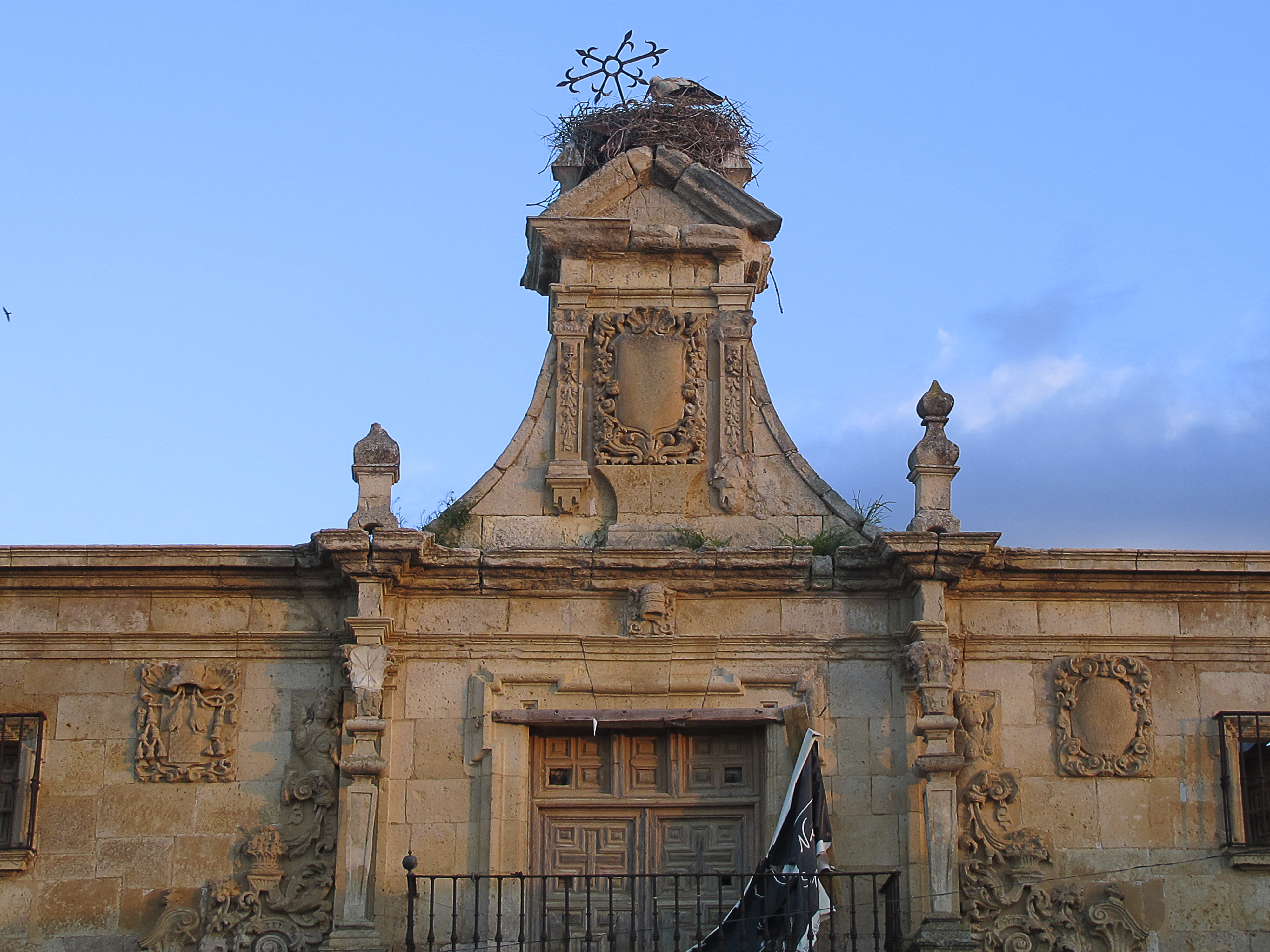
Detalles del Palacio de los Martín en Villamartín de Campos

Felipe Martín Ovejero (3 de febrero de 1698, Villamartín de Campos, Tierra de Campos  - 30 de octubre de 1753, Oviedo, Asturias), 50.º obispo-conde de Oviedo, miembro del Consejo Real y gobernador de la diócesis de Málaga.

## Biografía
Nació el 3 de febrero de 1698 en la localidad terracampina de Villamartín de Campos, siendo hijo de Félix Martín de Villaumbrales y Catalina Ovejero, según fray Enrique Flórez "de gran nobleza y cristiandad aunque de cortas conveniencias". Al servicio del obispo de Palencia, los Martín albergaron en sus antiguas casas la sede provincial del Santo Oficio de la Inquisición, cuya representación ostentaron de acuerdo a las probanzas de sus familiares en la Real Orden de Carlos III.
Realizó sus primeros estudios de gramática latina en Carrión y de filosofía en Palencia, obteniendo luego la licenciatura en derecho civil por la Universidad de Valladolid. Sus biógrafos omiten las razones que le llevaron a abandonar la carrera jurídica por la eclesiástica. De acuerdo a Flórez, obtuvo una canoningia doctoral en Catedral de Sigüenza, obteniendo luego una beca de colegial del Colegio Mayor de San Ildefonso en Alcalá de Henares, recibiendo luego la canoningia doctoral de la Catedral de Málaga en 1734
Como canónigo de la Catedral de Málaga fue promovido a maestrescuela y deán, y finalmente a gobernador, vicario general y provisor del obispado, por ausencia de su titular Gaspar de Molina y Oviedo. Algunas fuentes lo citan como "obispo suplente" de la diócesis de Málaga. A su gestión sobre el obispado malagueño responde la fundación de la Iglesia de San Felipe Neri, cuya financiación encomendó al conde de Buenavista de la Victoria aunque posiblemente su mayor legado fuera la contundente respuesta con la que enfrentó la peste de 1738, incluida la edificación de hospicios y hospitales A este tiempo pertenecen las obras del Palacio del Obispo que realizó sobre el antiguo hospital de peregrinos del Palacio de los Martín, cuya inscripción reza "El Licenciado Don Felipe Martín Ovejero Canónigo y Dignidad de Maestre escuela de la Santa Yglesia de Malaga Gobernador de su obispado."
El 22 de julio de 1750 fue elegido para sustituir a Gaspar José Vázquez de Tablada como obispo-conde de Oviedo, recibiendo la ordenación episcopal de Francisco Díaz-Santos y Bullón, obispo de Sigüenza. Tomó posesión de la sede episcopal el 22 de octubre de 1750. Su gestión a cargo del obispado de Oviedo estuvo principalmente encomendada a administradores, quedando testimonio de su pronta enfermedad tras la asunción episcopal, así como su temprano traslado a Benavente, donde finalmente falleció el 30 de octubre de 1753, siendo designado como su sucesor Juan Francisco Manrique de Lara.

Fue enterrado en la Iglesia de Santa María del Azogue en Benavente bajo el epitafio
"Aquí yace sepultado el Ilustrísimo Señor D. Felipe Martín Ovejero, por la gracia de Dios y de la Santa Sede Apostólica Obispo de Oviedo, Conde de Noreña, del Consejo de Su Majestad. Murió en 30 de Octubre de 1753." 
| Predecesor: Gaspar José Vázquez Tablada | Obispo de Oviedo 1750–1753 | Sucesor: Juan Francisco Manrique Lara |